# Джердап (національний парк)
Дже́рдап (серб. Национални парк Ђердап) — національний парк в Сербії. Площа 63 608 га. Заснований у 1974 році.
Каньйон річки Дунай в Карпатах, глибиною 300 метрів. Під суворою охороною декілька резерватів, історичних пам'ятників та понад 100 геологічних, геоморфологічних і ботанічних пам'ятників.